# Cyrtodactylus payacola
Espèce
Cyrtodactylus payacola est une espèce de geckos de la famille des Gekkonidae.

## Répartition
Cette espèce est endémique du Penang en Malaisie.

## Publication originale
- Johnson, Quah Anuar, Muin, Wood, Grismer, Greer, Onn, Ahmad, Bauer & Grismer, 2012 : Phylogeography, geographic variation, and taxonomy of the Bent-toed Gecko Cyrtodactylus quadrivirgatus Taylor, 1962 from Peninsular Malaysia with the description of a new swamp dwelling species. Zootaxa, n. 3406, p. 39–58.